# Roče
Roče este o localitate din comuna Tolmin, Slovenia, cu o populație de 64 de locuitori.